# 巴农
巴农（法語：Banon，法語發音：[banɔ̃]）是法国上普罗旺斯阿尔卑斯省的一个市镇，位于该省西部，属于福卡尔基耶区。

## 地理
巴农（44°2'17"N, 5°37'41"E）面积39.81 平方千米，位于法国普罗旺斯-阿尔卑斯-蓝色海岸大区上普罗旺斯阿尔卑斯省，该省份为法国东南部内陆省份，北起上阿尔卑斯省，西接沃克吕兹省，西北接德龙省，南至瓦尔省，东临滨海阿尔卑斯省，东北部与意大利接壤。
与巴农接壤的市镇（或旧市镇、城区）包括：拉尔迪耶、蒙萨利耶、勒多尔捷、勒韦斯代布鲁塞、拉罗什日龙、索马讷、锡米亚讷拉罗通德、瓦谢尔、翁格勒。

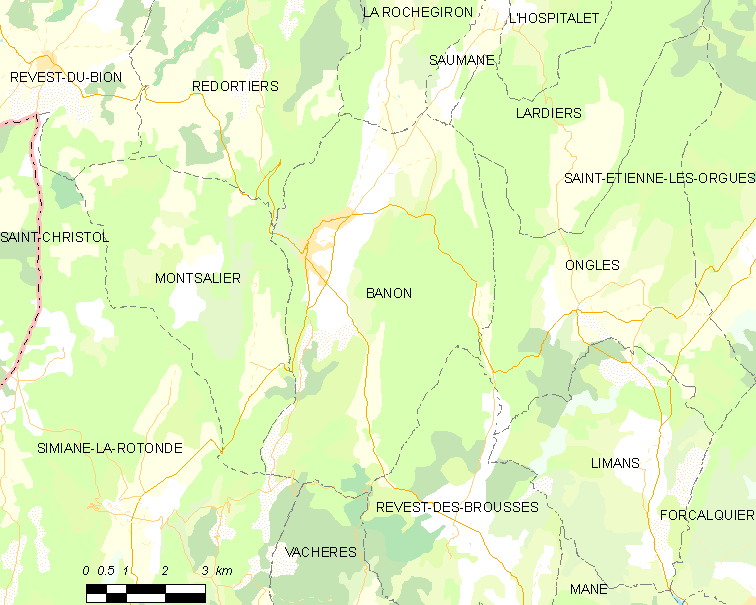
巴农的OSM定位图

巴农的时区为UTC+01:00、UTC+02:00（夏令时）。

## 行政
巴农的邮政编码为04150，INSEE市镇编码为04018。

## 政治
巴农所属的省级选区为雷亚讷县。

## 人口

1962-2008年间巴农人口变化图示

巴农于2022年1月1日时的人口数量为1070人。